# دوري الأمم للكرة الطائرة للرجال
دوري الأمم للكرة الطائرة للرجال هي بطولة دولية للكرة الطائرة يشارك بها منخبات أعضاء في الاتحاد الدولي للكرة الطائرة.بدأت النسخة الأولى للبطولة في 2018 في فرنسا. فاز المنتخب الروسي بالنسخة الأولى للبطولة.